# 呂好問
呂好問（1064年—1131年），字舜徒，淮南路下蔡（今安徽鳳台）人，以蔭補官，知名理學家，與楊時並稱。有「南有楊中立，北有呂舜徒」之稱。南宋初封東萊郡侯，後定居婺州金華（今屬浙江）。

## 生平
崇寧初期，治黨事，呂好問以元祐子弟坐廢。兩監東嶽廟，司揚州儀曹。有一次，蔡卞為帥，欲扳附善類，惟呂好問特異他人。呂好問以禮自持，蔡卞不得親。及蔡卞得政，當時據屬拔擢略盡，獨呂好問留滯，卞諷之曰：「子少親我，即階顯列矣。」呂好問笑而不答。
宋欽宗靖康元年（1126年）以薦召為左司諫、諫議大夫，擢升為御史中丞。宋欽宗諭之曰：「卿元祐子孫，朕特用卿，令天下知朕意所向。」先是，徽宗將內禪，詔解黨禁，除新法，盡復祖宗之故。而蔡京黨戚根據中外，害其事，莫肯行。呂好問說：「時之利害，政之闕失，太上皇詔旨備矣。雖使直言之士抗疏論列，無以過此，願一一施行之而已。」又說：「陛下宵衣旰食，有求治之意；發號施令，有求治之言。逮今半載，治效逾邈，良田左右前後，不能推廣德意，而陛下過於容養。臣恐淳厚之德，變為頹靡，且今不盡革京、貫等所為，太平無由可致。」宋欽宗採納。
呂好問上疏蔡京過惡，乞役海外，黜朋附之尤者以厲其餘。又建白削王安石王爵，正神宗配饗，褒表江公望，張庭堅、任伯雨、龔夬等，除青苗之令，前元符上書獲譴者，章前後疏十上。每奏對，帝雖當食，輒使畢其說。
不久改為兵部尚書。靖康之難後，金人立張邦昌，以好問為事務官，呂好問勸迎趙構為帝。
建炎元年，高宗即位後，太后遣呂好問奉手書詣行在所，高宗勞之曰：「宗廟獲全，卿之力也。」除尚書右丞。丞相李綱以群臣在圍城中不能執節，欲悉按其罪。
呂好問也曾替張邦昌說公道話，責問李綱說：「王業艱難，政宜含垢，繩以峻法，懼者眾矣。」侍御史王賓論呂好問嘗汙偽命，不可以立新朝。
宋高宗說：「邦昌僭號之初，好問募人齎白書，具道京師內外之事。金人甫退，又遣人勸進。考其心跡，非他人比。」
呂好問自慚，力求去，且言：「邦昌僭號之時，臣若閉門潔身，實不為難。徒以世被國恩，所以受賢者之責，冒圍齎書于陛下。」
疏入，除資政殿學士、知宣州、提舉洞霄宮，以恩封東萊郡侯。避地，卒于桂州。

## 家族
- 曾祖父呂夷簡，咸平三年庚子科進士。仁宗天聖七年（1029年）拜相，主持中書省達二十年。慶曆三年（1043年）宋仁宗決意改革，罷了呂夷簡的宰相兼樞密使職事，任命范仲淹為參知政事。
- 祖父呂公著，北宋大臣，曾任尚書省僕射，兼中書省侍郎，曾為帝師。呂公著與司馬光、文彥博、蘇東坡、歐陽修，同是王安石變法的反對派。
- 父親呂希哲，曾任侍講。

## 後人
- 子：呂本中、呂揆中、呂弸中、呂用中、呂忱中
  - 孫：呂大器
    - 曾孫：呂祖謙、呂祖儉[3]